# Noctem
Noctem est un groupe espagnol de metal extrême, originaire de Valence. Formé en 2001, le groupe se fait connaître en 2008 en signant avec le label autrichien Noisehead Records et après une controverse sur la violence de ses concerts. Ils utilisent des animaux morts ou des parties d'animaux, ou se couvrent de sang pour se produire sur scène. Ces événements leur ont causé beaucoup de problèmes lors de différents concerts nationaux et européens, et suscité l'attente et la curiosité d'une grande partie de la communauté metal.
En 2009, ils commencent leur trilogie avec l'album Divinity, suivi en 2011 par Oblivion, qui est le deuxième chapitre de la trilogie. En 2014, ils sortent leur troisième album, Exilium, suivi en 2016 par leur quatrième album Haeresis, et de Credo certe ne cras en 2022.

## Histoire

### Débuts
Noctem est formé en tant que groupe de death metal mélodique en avril 2001. En 2002, Noctem enregistre son premier album, Unholly blood, sorti sur une période de deux ans. Après plusieurs changements de line-up, le groupe donne des concerts dans tout le pays et écrit de nouvelles chansons. En 2004, le groupe sort son album live Live 2004, auto-produit et enregistré à Valence, sa ville natale, pendant deux ans. Après cela, le groupe connait une période d'inactivité.
En 2007, Noctem subit le plus important changement de line-up, après le départ de deux de ses membres les plus anciens, et se retrouve entre les mains d'Exo et de Beleth. Le groupe se restructure et enregistre le mini-album God Among Slaves, qui est bien accueilli par la presse en ligne et les metalleux,. Le groupe fait une tournée en Espagne pour présenter son nouveau line-up et ses nouveaux travaux. En 2008, ils signent avec le label autrichien Noisehead Records et réalisent la tournée Noctem European Tour 08, qui couvre des pays comme l'Espagne, le Portugal, la France, Andorre, le Royaume-Uni, la Belgique et l'Italie.
En janvier 2009, le groupe enregistre à Vienne son premier album, Divinity, qui comprend des collaborations orchestrales avec Christos Antoniou (Septic Flesh et Chaos Star) et le claviériste Leal (Forever Slave). L'album sort le 20 avril 2009 sur le label Noisehead Records en Europe, et le 20 mai 2009 sur le label Relapse Records aux États-Unis. Puis ils enregistrent deux vidéos extraites de l'album, dont la censurée Across Heracless Toward se démarque. Ils font plusieurs présentations de l'album Divinity dans des festivals espagnols et effectuent le Divinity Spanish Tour couvrant l'Espagne et le Portugal. Au milieu et à la fin de l'année 2009, ils accompagnent de grands noms de la scène metal extrême, tels que Vomitory, Malevolent Creation et Napalm Death sur leurs dates espagnoles.
En janvier 2010, Noctem tourne en Europe avec Incantation, Hate, Divine Eve et Nerve dans des pays comme le Royaume-Uni, la France, l'Espagne, la Belgique, l'Italie, l'Allemagne, les Pays-Bas et la République Tchèque. Le groupe se produit encore quelques fois en Espagne et en mai 2010, il fait partie du Collector of the King Tour, où il tourne avec Ragnarok et De Profundis à travers l'Europe : Autriche, Allemagne, Pologne, Belgique et Pays-Bas. En septembre 2010, le groupe publie la vidéo Divinity, qui bénéficie de la collaboration de Christos Antoniou (Septic Flesh) pour les arrangements orchestraux et d'une équipe de plus de 24 personnes. Il s'agit de la troisième vidéo de leur premier album. En octobre 2010, Noctem annonce sa signature avec l'agence The Flaming Arts. En novembre 2010, Noctem rejoint la tournée Quantos Possunt Ad Satanitatem Trahunt, où ils partagent la scène avec Gorgoroth et Cavus. Ils partagent également la scène avec Finntroll et Carach Angren.
En février 2011, Noctem entre dans les studios Ultra Sounds II au Portugal pour enregistrer leur prochain album, Oblivion, avec le producteur Daniel Cardoso, et fait une apparition au festival Kanya a San Clement. En mars 2011, le groupe annonce sa signature chez Rising Records pour la sortie de l'album Oblivion, qui est pré-publié en Espagne le 25 avril 2011 et le 13 juin 2011 en Europe. En avril 2011, Noctem entame sa tournée Oblivion Spanish Tour présentant son nouvel album, et se produisant dans des festivals tels que Massacre Fest, Metal GDL, Xtreme Mas Metal, Grovios Metal Fest et Farmer Fest jusqu'à la fin du mois de septembre 2011. En été 2011, Noctem rejoint le Lux Mundi Europe Tour 2011, où il partage la scène avec des groupes comme Samael, Melechesh et Keep of Kalessin. En juillet 2012, ils sont inclus dans le line-up de la scène principale de la première édition du festival Costa de Fuego.

### Derniers albums

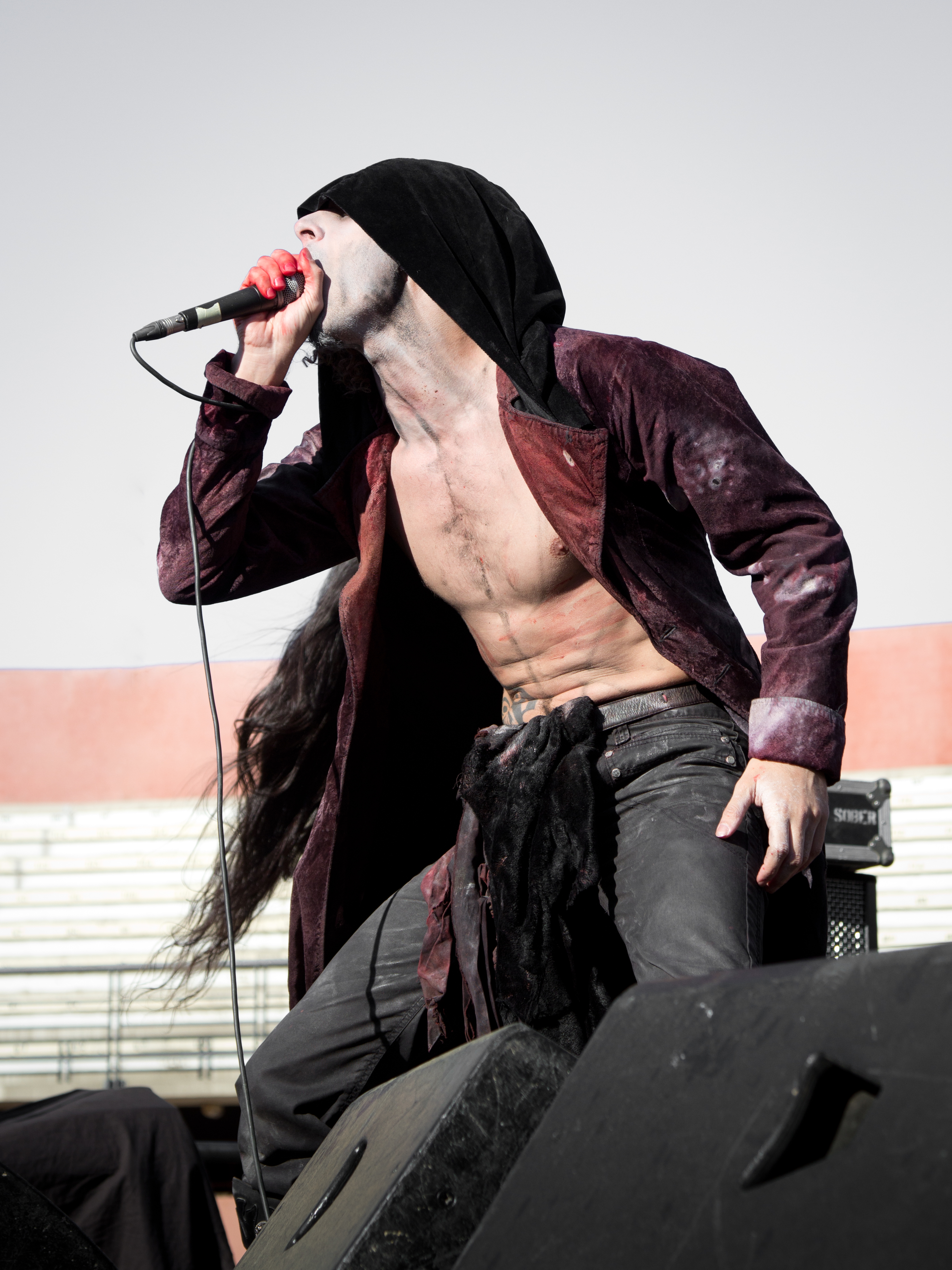
Beleth pendant l'Asaco Metal Fest 2013.

En juin 2013, ils entrent en studios pour l'enregistrement d'un nouvel album, qu'ils annoncent comme « plus sombre ». Ils annoncent donc la sortie de l'album Exilium pour début 2014, et publient la couverture en décembre 2013. Ils publient la bande-annonce pour l'album le 6 janvier 2014, et publient la chanson Eidolion le 16 janvier 2014 accompagnée de son clip lyrique.
En 2017, ils annoncent la sortie de l'album Haeresis et une éventuelle tournée pour cette même année. Cinq ans plus tard, en 2022, ils signent avec MNRK Heavy et publient l'album Credo certe ne cras

## Discographie

### Albums studio
- 2009 : Divinity (Noisehead Records)
- 2011 : Oblivion(Rising Records)
- 2014 : Exilium (Rising Records)
- 2017 : Haeresis (Prosthetic Records)
- 2022 : Credo certe ne cras (MNRK Heavy)

### Singles
- 2015 : The Submission Discipline (Prosthetic Records)
- 2017 : A Cruce Salus (Prosthetic Records)

### Démos
- 2002 : Unholly Blood (autoproduction)
- 2004 : Live 2004 (autoproduction)
- 2007 : God Among Slaves (autoproduction)